# SCORE International Off-Road Racing Series

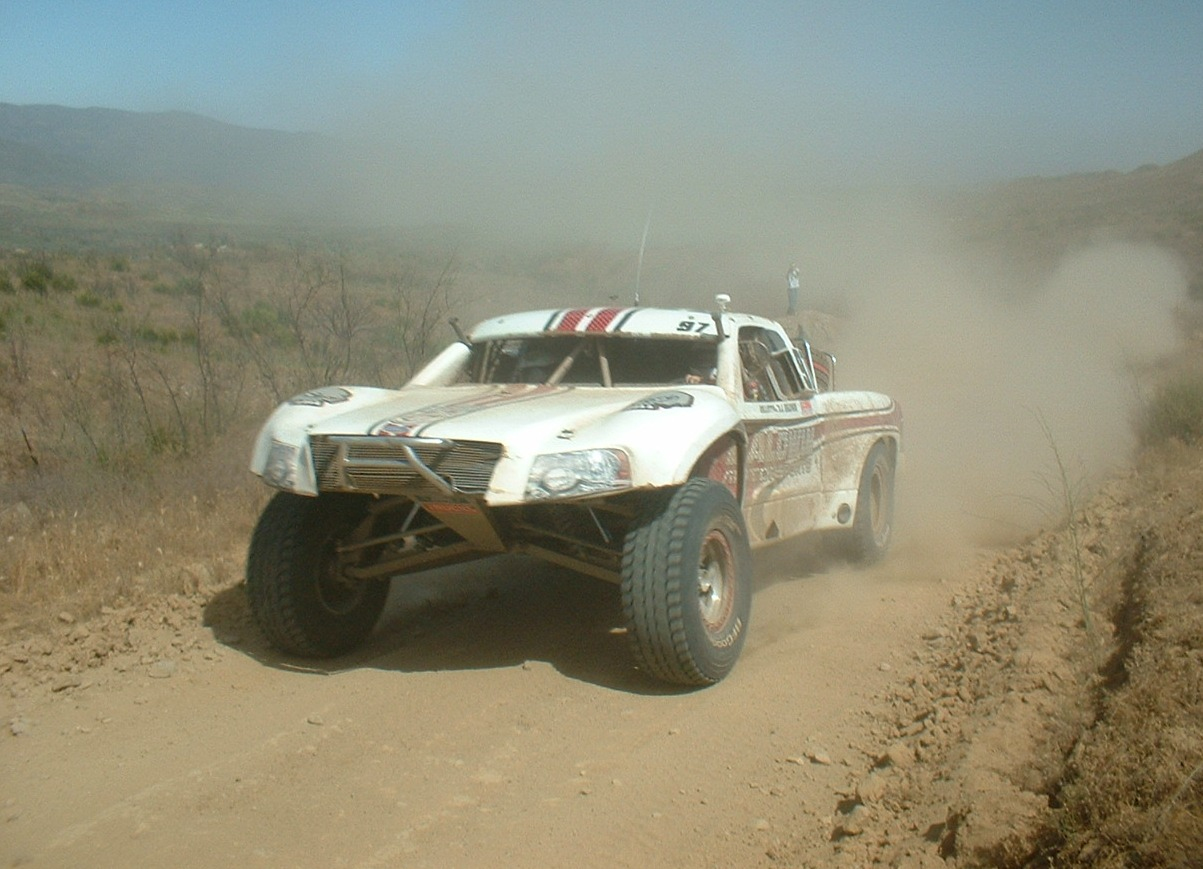
Ein „Trophy Truck“

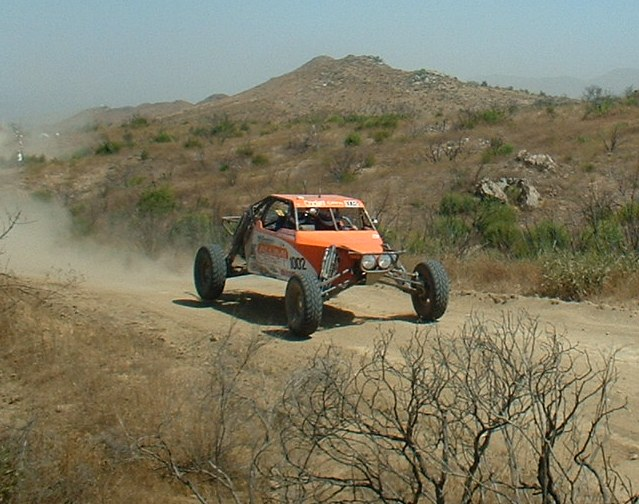
Ein Buggy der „Class 10“

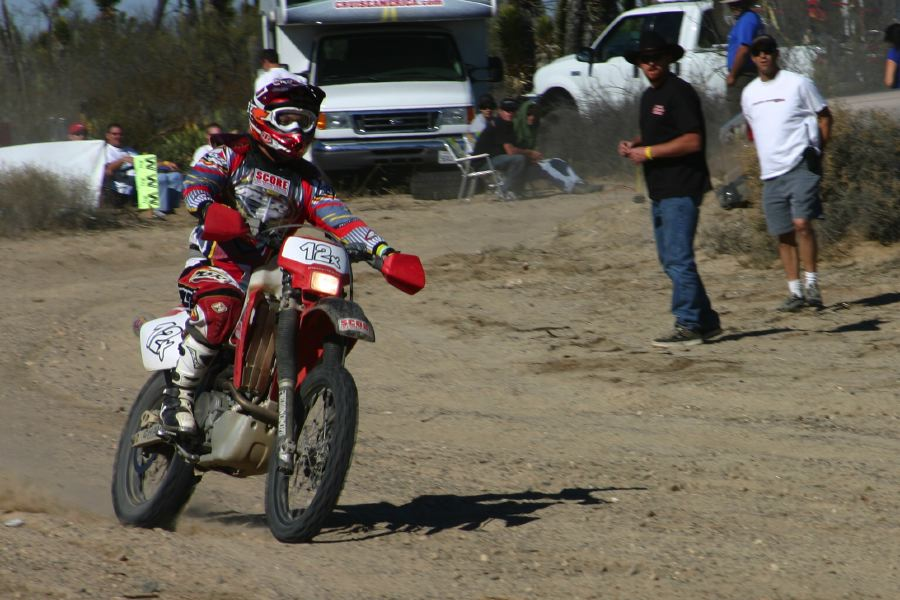
Ein Motorradfahrer bei der Baja 1000

Die SCORE International Off-Road Racing Series ist eine Wüstenrennserie in den USA und Mexiko.

## Allgemeines
Die SCORE-Organisation (Southern California Off Road Experience) ist ein Veranstalter von Offroad-Wettbewerben in Amerika und wurde 1973 vom amerikanischen Offroad- und Dragster-Piloten Mickey Thompson gegründet.
Seit 1975 ist SCORE Ausrichter der Baja 1000. Zu der Rennserie gehören ebenfalls die San Felipe 250 (Baja California, Mexico), die Baja 400 sowie die Baja 500. Bekanntester deutscher Pilot in der SCORE International Off-Road Racing Series ist Armin Schwarz im All German Motorsports Team (AGM).
1992 schloss sich die SCORE mit der High Desert Racing Association (HDRA) zusammen und bildet somit den weltgrößten Offroad-Rennverband.

## Die Fahrzeugklassen
An den SCORE-Rennen nehmen Autos in 15 verschiedenen Fahrzeugklassen teil, vom seriennahen VW-Buggy mit rund 80 PS bis zum 850-PS-Trophy-Truck sowie Motorräder. Mit Starterfeldern von einigen hundert Autos pro Rennen gehört die SCORE-Rennserie zu den größten Motorsportveranstaltungen Amerikas.

## Die Rennen 2019
- San Felipe 250: 3.–7. April
- Baja 400: 29. Mai–2. Juni
- Baja 500: 18.–22. September
- Baja 1000: 19.–24. November